# Fragment de Muratori

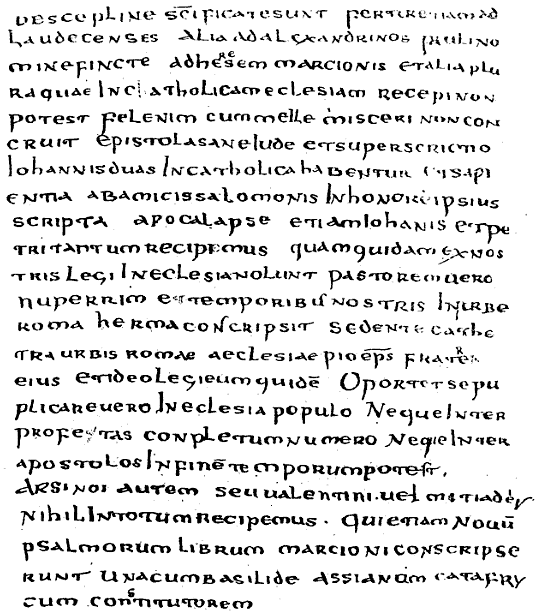
Dernière page du fragment de Muratori, publié par Tregelles en 1868

Le Fragment de Muratori ou canon de Muratori est la plus ancienne liste connue d'écrits considérés comme authentiques (« canoniques ») par les chrétiens.

## Description
Publié pour la première fois en 1740 par Ludovico Antonio Muratori (1662-1750), historien italien qui l'a découvert à la Bibliothèque ambrosienne de Milan, le fragment de Muratori est un manuscrit contenant une discussion sur les livres de foi acceptés par les Églises que fréquente l'auteur, resté inconnu. Ces livres forment ce qui sera plus tard appelé le Nouveau Testament. Quatre fragments du Canon ont été trouvés en 1897 dans des manuscrits des XIe et XIIe siècles de la bibliothèque du Mont-Cassin.

## Auteur et datation
Rédigé en latin au VIIe ou VIIIe siècle, il est la traduction d'un original en grec dont l'origine et la datation sont débattues. Une référence au Pasteur d'Hermas et à l'évêque de Rome Pie (140-155) l'ont fait situer à la fin du IIe siècle ou au début du IIIe siècle avec une origine romaine, ce qui l'a longtemps fait considérer comme la plus ancienne ébauche de canon néotestamentaire. Cette option a été contestée depuis le dernier quart du XXe siècle par un nombre croissant de chercheurs qui considèrent désormais largement que l'original est d'origine orientale, composé au IVe siècle. 
Il existe en effet un fort consensus au sein de la recherche du début du XXIe siècle pour considérer la formation du canon comme un processus assez long, stimulé par les controverses avec les mouvements chrétiens hétérodoxes. Sa première concrétisation remonte à une lettre d'Athanase d'Alexandrie datée de 367 : ainsi le canon du Nouveau Testament — compris comme la collection exclusive d'une série de livres de l’Écriture reconnus du point de vue ecclésial — est plutôt à dater des IVe et Ve siècles. Si le fragment de Muratori date du IIe siècle, il s’agirait d'un document assez unique pour cette période,. Toutefois une partie de la recherche reste attachée à une datation et fixation plus haute du canon.

## Contenu
Le texte est mutilé : le début et la fin du manuscrit sont manquants.
Il commence par une phrase incomplète qui peut être une référence plausible à Marc. Viennent ensuite Luc et Jean (qu'il cite respectivement comme 3e et 4e évangiles). Matthieu était probablement repris dans la partie manquante. Il attribue 13 lettres (épîtres) à Paul dans l'ordre suivant : Corinthiens I et II, Éphésiens, Philippiens, Colossiens, Galates, Thessaloniciens I et II, Romains, Philémon, Tite et Timothée I et II. Les deux épîtres de Jean, celle de Jude, la Sagesse de Salomon, l'Apocalypse de Jean et celle de Pierre reçoivent son approbation (bien que ce dernier texte semble être rejeté par plusieurs fidèles). L'auteur cite également quelques ouvrages gnostiques qu'il considère, comme ses contemporains, comme des faux tels que les « lettres aux Laodicéens ».

### Traduction
- Le fragment de Muratori, trad. Bernard Pouderon : Premiers écrits chrétiens, Gallimard, coll. "La Pléiade", 2016, p. 35-37.

### Études
- (en) Albert C. Sundberg, « Canon Muratori: A Fourth-Century List », The Harvard Theological Review, Cambridge University Press, vol. 66, no 1,‎ janvier 1973, p. 1-41 (JSTOR 1509348)
- Graham Stanton (trad. de l'anglais), Parole d'Évangile ?, Paris/Outremont (Québec), Les Éditions du Cerf, coll. « L'histoire à vif », 1997, 134 p. (ISBN 2-204-05585-9) (traduction en français du début du fragment)
- Jean-Daniel Kaestli, Le Canon des Écritures dans les traditions juives et chrétiennes, Éditions du Zèbre, 2007, p. 481-506.

## Banques de données, dictionnaires et encyclopédies
- Notices d'autorité :   - VIAF
  - BnF (données)
  - GND
  - Israël
  - L'identifiant BNS "043146570" n'est pas valide.